# スハウウェン＝ドイフェラント
スハウウェン＝ドイフェラント（オランダ語: Schouwen-Duiveland [ˌsxʌuʋə(n)ˈdœyvəlɑnt] ( 音声ファイル)）は、オランダ南西部の基礎自治体（ヘメーンテ）およびその中心となっている島。
スハウウェン＝ドイフェラントから南ホラント州にあるフレー＝オーフェルフラッケー島西部のフデレーデにかけて、デルタ計画の一部としてブラウウェルスダムが設置されている。

## 地区
| - ブレイドルペ (Brijdorpe) - ブラウウェルスハーフェン (Brouwershaven) - ブロイニッセ (Bruinisse) - ビュルフ (Burgh) - ビュルフスロイス (Burghsluis) - デン・オッセ (Den Osse) - ドレイスホール (Dreischor) - エルケルゼー (Elkerzee) - エッレメート (Ellemeet) - ハームステーデ (Haamstede) - ケルクウェルフェ (Kerkwerve) - ローペルスカペッレ (Looperskapelle) - モリアーンスホーフト (Moriaanshoofd) - ニーウェルケルク (Nieuwerkerk) | - ニーウェルケルケ (Nieuwerkerke) - ノールドハウウェ (Noordgouwe) - ノールドウェッレ (Noordwelle) - オーステルラント (Oosterland) - アウウェルケルク (Ouwerkerk) - レネッセ (Renesse) - スハレンデイケ (Scharendijke) - スフッデベルス (Schuddebeurs) - セロースケルケ (Serooskerke) - シリャンスラント (Sirjansland) - ウェステンスハウウェン (Westenschouwen) - ジーリクゼー (Zierikzee) - ゾンネマイレ (Zonnemaire) |

スハウウェン＝ドイフェラントと呼ばれる村は存在しない。市名のもととなったその島名は、それ以前のスハウウェン島とドイフェラント島が干拓でひとつになったことに由来する。

### 地図
2013年に作製されたスハウウェン＝ドイフェラント市の地勢図